# Microthurge corumbae
Microthurge corumbae là một loài ong trong họ Megachilidae. Loài này được Cockerell miêu tả khoa học đầu tiên năm 1901.